# 大原町 (板橋區)
大原町（日语：／）是日本東京都板橋區的町名。全域已實施住居表示。郵遞區號174-0061。

## 地理
位於板橋區東部。北臨志村、東接蓮沼町、南連泉町、西通前野町。町域東邊有中山道（國道17號）通過。首都高速道路東西貫穿町域南部。町內主要為住宅區，並有部分中小型工業設施。

### 地形
位於武藏野台地成增台的台地上。相當於前野町至泉町的志村地區崖線（がいせん）後背部谷戶地形東端。首都高速道路的高架橋便沿著谷地興建。相對於地勢高低落差大的志村、前野町，本地地勢較為和緩

## 歷史
廢藩置縣實施前，本地屬武藏國豐島郡前野村與蓮沼村（之後分村的本蓮沼村）。是中山道沿線的小聚落。

### 沿革
- 1602年（慶長7年）：德川家康命令整備中山道。
- 1862年（文久2年）：蓮沼村分為上蓮沼村與本蓮沼村，本地屬本蓮沼村。
- 1871年（明治4年）：浦和縣編入東京府。實施大區小區制（日语：大区小区制）。
- 1878年（明治11年）：依據郡區町村編制法（日语：郡区町村編制法）設置北豐島郡，本地屬東京府北豐島郡前野村與本蓮沼村。
- 1889年（明治22年）4月1日：施行市制町村制，本地與志村合併，為東京府北豐島郡志村大字前野與大字本蓮沼。
- 1932年（昭和7年）10月1日：東京府內市郡合併，板橋區成立，本地屬東京府東京市板橋區志村清水町、志村前野町與志村本蓮沼町（1943年8月1日施行東京都制（日语：東京都制））。
- 1935年（昭和10年）：中山道拓寬、新道（國道17號）建設工程完工。[5]
- 1944年（昭和19年）：都電志村線（日语：都電志村線）開通，開設蓮沼町停留場。[6]
- 1961年（昭和36年）5月1日：地番整理，志村清水町、志村前野町、志村本蓮沼町部分區域整編為大原町。[7]
- 1966年（昭和41年）5月28日：都電志村線廢止（最後運行日）。
- 1968年（昭和43年）12月27日：都營地下鐵6號線開通，本蓮沼站開業。
- 1977年（昭和52年）8月19日：首都高速5號池袋線北池袋出入口 - 高島平出入口（日语：高島平出入口）通車。

### 地名由來
1961年地番整理時，取自舊志村大字前野字名「大日前」（だいにちまえ）的「大」與「西原」（にしっぱら）的「原」。大日前意為「大日堂」（長德寺）前。西原指中山道西側的原野。街道東側有相對的地名「東原（ひがしっぱら）」。東原現在保留在小豆澤一丁目的「東原（ひがしっぱら）公園」。

## 戶數與人口
2017年（平成29年）12月1日的戶數與人口如下。
| 町丁   | 戶數    | 人口    |
| ------ | ------- | ------- |
| 大原町 | 2,192戶 | 4,413人 |

## 中、小學校學區
區立中、小學校學區如下。
| 番地              | 小學校                 | 中學校                 |
| ----------------- | ---------------------- | ---------------------- |
| 1～19番 39～43番  | 板橋區立志村第二小學校 | 板橋區立志村第一中學校 |
| 20～38番 44～46番 | 板橋區立志村第一小學校 | 板橋區立志村第一中學校 |

## 交通

### 鐵道
町域內沒有設站，但可利用以下路線與車站。
- 東京都交通局
  - 都營地下鐵三田線：本蓮沼站（蓮沼町與泉町）

### 巴士
- 國際興業巴士（日语：国際興業バス） ※省略出入庫的區間運轉系統。
  - 本蓮沼站
    - 赤51：經西丘往赤羽站西口／經太陽城往池袋站東口
    - 赤57：經隧道往赤羽站西口／往日大醫院
    - 池20：往池袋站西口／往高島平操車場
    - 池21：往池袋站西口／往高島平站

### 道路
- 首都高速5號池袋線：沒有出入口。
- 國道17號（中山道）

## 設施
- 板橋區立志村第一中學校（日语：板橋区立志村第一中学校）
- OK（日语：オーケー）板橋大原店
- 長德寺（日语：長徳寺 (板橋区)） - 真言宗豐山派的佛教寺院。

## 外部連結
- 板橋區（页面存档备份，存于）